# Pont d'Épannes
Pont d'Épannes est un lieu-dit situé sur les communes d'Amuré et de Frontenay-Rohan-Rohan dans le département des Deux-Sèvres en France.
La partie située à Amuré s'appelle La Gorre et celle à Frontenay s'appelle Le Pont. Dans l'entrée du Marais poitevin, le lieu-dit est proche du village d'Épannes et de la RN 11 (Niort-La Rochelle) et se trouve sur l'ancienne voie romaine allant de Bordeaux à Rennes et l'ancienne route entre Niort et La Rochelle aujourd'hui déviée.
La gare d'Épannes, fermée depuis 2011, se situe sur le territoire du lieu-dit.